# ماركسية فرويدية
الماركسيَّة الفرويدية هو مصطلح شامل يستخدم لوصف الفلسفات المختلفة التي حاولت الجمع بين أعمال كارل ماركس الفلسفية ونظرية التحليل النفسي لسيغموند فرويد.

## الماركسية الفرويدية المبكِّرة
تعود بدايات التنظير الماركسي الفرويدي إلى عشرينيات القرن العشرين في ألمانيا والاتحاد السوفيتي، حين بدأ الفيلسوف السوفيتي يورينتس والمُحلِّل الفرويدي سيغفريد بيرفيلد النقاش حول هذا الموضوع، وقدَّم العالم اللغوي السوفيتي فالنتين فولوشينوف - عضو حلقة باختين النقدية التي أسَّسها الفيلسوف ميخائيل باختين - نقداً ماركسيَّاً للتحليل النفسي في مقالته «ما بعد الاجتماع» عام 1925، وطوَّره إلى كتاب نشره عام 1927 بعنوان «النقد الماركسي» ، وفي عام 1929 نُشرت مقالة فيلهلم رايش «المادية الجدلية والتحليل النفسي» باللغتين الروسية والألمانية في مجلة النظرية الشيوعيَّة ثنائية اللغة، ولاحقاً كتب أوتو فينيشيل مقالته الهامة «التحليل النفسي كنواة مستقبلية لعلم النفس الجدلي المادي» عام 1934، بالإضافة لفيلهلم رايش كان إريك فروم أحد أعضاء مجموعة برلين للتحليل النفسي الماركسي ويعتبر أول من أدخل أفكار الماركسية الفرويدية لاحقاً إلى ما بات يُعرف بمدرسة فرانكفورت التي بدأت في فرانكفورت في ألمانيا ونُفيت بعدها إلى الولايات المتحدة بعد وصول هتلر إلى السلطة وكان أبرز أعضائها ماكس هوركهايمر وتيودور دبليو أدورنو. 

## فيلهلم رايش
فيلهلم رايش محلل نفسي نمساوي ، وهو من الجيل الثاني من المحلِّلين النفسيين الذين ظهروا بعد سيغموند فرويد، يعتبر واحداً من أبرز الشخصيات وأكثرها تأثيراً في تاريخ الطب النفسي، له العديد من الكتب والمقالات الهامة جداً أبرزها: تحليل الشخصية (1933)، علم النفس الجماعي للفاشية (1933)، الثورة الجنسية (1936)، ساهم كتابه «الآنا وآليات الدفاع» (1936) في تطوير مفهوم الآنا الفرويدية وفي تحليل الشخصيات، بالإضافة لذلك قدَّم العديد من الأفكار عن فيزيولوجيا العضلات والجسم بشكل عام، وأثَّرت كتاباته في أجيال من المُثقَّفين، فخلال انتفاضات الطلاب عام 1968 في باريس وبرلين قام الطلاب بكتابة اسمه على الجدران وقاموا برفع نسخ من كتابه «علم النفس الجماعي للفاشية» في المظاهرات وألقوها على الشرطة.

## مدرسة فرانكفورت
تولَّت مدرسة فرانكفورت عن طريق معهد البحوث الاجتماعية مهمة اختيار الأجزاء التي يمكن اقتباسها من أفكار ماركس لتوصيف الظروف الاجتماعية الجديدة التي لم تكن موجودة في زمن ماركس، وأحياناً لجؤوا إلى مدارس فكرية أخرى أو فلاسفة آخرين لتغطية النقص الموجود في فلسفة ماركس، وفي هذا السياق ترك ماكس ويبر تأثيراً كبيراً يُقارن بتأثير كلٍّ من ماركس وفرويد من خلال كتاب كبير قدَّمه للمعهد عن الدراسات والأدلة المُتعلِّقة بهذا الموضوع، أشرف ماكس هوركهايمر على الكتاب الذي أبصر النور في باريس عام 1936، وكتب إريك فروم الجزء النفسي الاجتماعي من الكتاب، وساهم فيه أيضاً عضو آخر جديد في المعهد هو هربرت ماركوز والذي لمع نجمه لاحقاً خلال الخمسينيَّات في الولايات المتحدة.

### كتاب ماركوز الحب والحضارة (1955)
كتاب «إيروس والحضارة» هو واحد من أشهر أعمال ماركوس المُبكِّرة، كتبه عام 1955 وحاول فيه الجمع بين أفكار ماركس وفرويد ومحاكاتها، العنوان يشير إلى الحضارة الفرويدية في حين أنَّ ماركوس كان يدعم ويسعى لمجتمع غير قمعي الأمر الذي يتعارض مع مفهوم فرويد عن المجتمع الذي هو قمعي بالضرورة، وعلى أساس هذا الجمع بين ماركس وفرويد قامت العديد من الحركات الاجتماعية والثقافية في السيتينات.
في هذا الكتاب أيضاً يبحث ماركوس عن المعنى الاجتماعي للبيولوجيا، وهو لاينظر للتاريخ على أنَّه صراع طبقي بين فئات المجتمع المختلفة ويرفض قمع الغرائز ويجادل بأنَّ الرأسمالية تمنعنا من الوصول للمجتمع غير القمعي مع أنَّه لم يذكرها بشكل صريح أبداً، ويدعو لعلاقة جوهرية وثابتة بين الإنسان والطبيعة.

### فروم وجمعية ساني
غادر إيريك فروم مدرسة فرانكفورت التي كان أحد أبرز أعضائها في نهاية الثلاثينات، وبعدها كتب أهم كتبه وأكثرها تأثيراً «جمعية ساني»، الذي نُشر عام 1955 ودافع فيه عن الاشتراكية الديمقراطية، واعتماداً على أفكار كارل ماركس سعى فروم للتأكيد مُجدَّداً على المُثل العليا للحريَّة الشخصية وهو الأمر المفقود في معظم الأفكار الماركسية السوفيتيَّة رغم وجوده في كتب الليبراليين التقليدين، ورفض فروم كلاً من الرأسمالية الغربية والشيوعيَّة السوفيتيَّة واعتبرهما هياكل إنسانية فارغة ساهمت في ظهور النظام العالمي الجديد.

## لاكان والماركسيَّة
كان جاك لاكان من المُحلِّلين النفسيين الفرنسيين المتطورين فلسفيَّاً، وكانت أفكاره ووجهات نظره هي السائدة والمسيطرة على الطب النفسي الفرنسي وعلم النفس، ورأى لاكان نفسه مُخلِّصاً أنقذ أفكار فرويد من الزوال، وخلق تأثيره تلاقحاً جديداً بين أفكار فرويد وماركس.

### ألثوسير
يُعرف لويس ألثوسير على نطاق واسع بأنَّه مُنظِّر إيديولوجي، مقالته الأكثر شهرةً «الأيديولوجيا: ملاحظات نحو التحقيق»، وفي هذا المقال يُحدِّد مفهوم الأيديولوجيا ويُعرِّفها، ويناقش نظرية السيطرة لغرامشي، ففي حين أنَّ السيطرة تستخدم من قبل القوى السياسية المتنوعة فإنَّ الإيديولوجية تقوم على مفاهيم فرويد ولاكان للاوعي وتصف الهياكل والأنزمة التي تسمح لنا بأن يكون لدينا معنى واضح لمفهوم الذات، ويعتقد ألثوسير أنَّ التمييز بين الأيديولوجيا والعلم والفلسفة ليس مضموناً ومتاحاً للجميع، وفي مقالته أيضاً يناقض الإفراط في المعرفة في مجال التحليل النفسي.

### سلافوي جيجك
طوَّر الفيلسوف السلوفيني سلافوي جيجك منذ أواخر ثمانينات القرن الماضي خطَّاً فكريَّاً يستخدم التحليل النفسي الذي ابتدعه لاكان، مع الفلسفة الهيغليَّة والماركسية، ويبحث من خلال ذلك كلِّه عن مفهوم سامي للإيديولوجيا التي تقوم على الأفكار الماركسية الفرويدية الأساسيَّة.